# زیردریایی تیپ یوای دوم
زیردریایی تیپ یوای دوم (به انگلیسی: German Type UE II submarine) یک کلاس از زیردریایی است که طول آن ۸۱٫۵۲ & می‌باشد.